# Clarkia
Кларкія (Clarkia) — рід трав'янистих рослин родини Онагрові. Рід кларкія дуже близький до роду годеція, який часто включається в рід кларкія.

Названий на честь Вільяма Кларка.
Стебла тонкі, міцні, 30-90 см заввишки, до кінця цвітіння здерев'яніле знизу. Листя овальне, сизо-зелене з червоними жилками, по краю неправильно-рідкозубчате. Близько 40 видів на заході Північної Америки. Як декоративні використовують невибагливі ряснноквітучі однорічники, головним чином Clarkia unguiculata, Clarkia elegans (Кларкія витончена) і Clarkia pulchella. Відомо багато форм і сортів кларкії з простими і махровими квітками, що розрізняються забарвленням (біла, рожева, бузкова, червоно-пурпурова) і висотою.